# Пекмез
Пекмез је традиционална воћна посластица која спада у зимницу и слична је џему, али је гушћи јер се више укувава, што битно утиче на трајност. 
Пекмез се добија кувањем воћа (најчешће шљиве и кајсије).